# Lijst van bugaku-dansen
Hieronder staat een lijst van bugaku-dansen. Bugaku zijn traditionele Japanse dansen en vormen een genre binnen gagaku. Bugaku worden gecategoriseerd als sahō of uhō op basis van hun herkomst en als hiramai, bunomai, hashirimai of warawamai op basis van hun voorkomen.
Dit overzicht is mogelijk incompleet; u kunt helpen door het uit te breiden.
| Naam (Romeins schrift) | Naam (Japanse karakters) | Sahō of uhō | Categorie  | Aantal dansers | Tsugaimai  | Masker | Hoofddeksel | Kleding | Rekwisieten     |
| ---------------------- | ------------------------ | ----------- | ---------- | -------------- | ---------- | ------ | ----------- | ------- | --------------- |
| Enbu                   | 振鉾                     | sahō/uhō    |            | 2              |            | ―      | torikabuto  |         | speer           |
| Engiraku               | 延喜楽                   | uhō         | hiramai    | 4              | Manzairaku |        |             |         |                 |
| Genjōraku              | 還城楽                   | sahō        | hashirimai | 1              |            | ja     |             | ryōtō   | slang, stokje   |
| Katen                  | 賀殿                     | sahō        | hiramai    | 4              |            |        |             |         |                 |
| Karyōbin               | 迦陵頻                   | sahō        | warawamai  | 4              | Kochō      |        | tenkan      |         |                 |
| Kochō                  | 胡蝶                     | uhō         | warawamai  | 4              | Karyōbin   |        | tenkan      |         |                 |
| Manzairaku             | 万歳楽                   | sahō        | hiramai    | 4              | Engiraku   |        |             |         |                 |
| Nasori                 | 納曽利                   | uhō         | hashirimai | 2              |            | ja     |             | ryōtō   | stokje          |
| Ranryōō                | 蘭陵王                   | sahō        | hashirimai | 1              |            | ja     |             | ryōtō   | stokje          |
| Rakuson                | 落蹲                     | uhō         | hashirimai | 1              |            | ja     |             | ryōtō   | stokje          |
| Ringa                  | 林歌                     | uhō         | hiramai    | 4              |            |        | betsukabuto |         |                 |
| Sanju                  | 散手                     | sahō        |            | 1              | Kitoku     | ja     |             |         |                 |
| Shōwaraku              | 承和楽                   | sahō        | hiramai    | 4              |            |        |             |         |                 |
| Somakusha              | 蘇莫者                   | sahō        | hashirimai | 1              |            | ja     |             |         |                 |
| Soriko                 | 蘇利古                   | uhō         | hiramai    | 4              |            | zōmen  |             |         |                 |
| Tagyūraku              | 打球楽                   | sahō        |            | 4              |            |        |             |         |                 |
| Taiheiraku             |                          | sahō        |            | 4              |            | ―      | helm        |         | speer en zwaard |